# Annette Guckelberger
Annette Guckelberger (* 1968) ist eine deutsche Rechtswissenschaftlerin und Lehrstuhlinhaberin an der Universität des Saarlandes.
Guckelberger studierte Rechtswissenschaften an der Universität Tübingen und der Schweizer Universität Fribourg. 1994 legte sie ihr erstes Staatsexamen ab. 1996 wurde sie an der Universität Tübingen mit einer Arbeit zum Thema Vorwirkung von Gesetzen im Tätigkeitsbereich der Verwaltung – Eine rechtsvergleichende Studie des deutschen und schweizerischen Rechts promoviert. Nach Bestehen des zweiten Staatsexamens 1997 war sie zunächst als wissenschaftliche Mitarbeiterin an der Deutschen Hochschule für Verwaltungswissenschaften Speyer tätig, wo sie sich 2003 zum Thema Die Verjährung im Öffentlichen Recht habilitierte. Nach einer Lehrstuhlvertretung an der Universität des Saarlandes 2006 wurde sie dort noch im selben Jahr ordentliche Professorin. Sie ist Inhaberin des Lehrstuhls für Öffentliches Recht.

## Veröffentlichungen (Auswahl)
- Vorwirkung von Gesetzen im Tätigkeitsbereich der Verwaltung. Eine rechtsvergleichende Studie des deutschen und schweizerischen Rechts. Berlin 1997, ISBN 3-428-08832-8. (zugleich Diss., Univ. Tübingen 1996)
- Die Verjährung im Öffentlichen Recht. Tübingen 2004, ISBN 3-16-148374-X. (zugleich Habil.-Schrift, DHV Speyer 2003)
- mit Wilfried Erbguth: Allgemeines Verwaltungsrecht. 9. Auflage. Baden-Baden 2018, ISBN 978-3-8487-2937-1.
- Ausgangsbeschränkungen und Kontaktverbote anlässlich der Corona-Pandemie. In: NVwZ-Extra. 9a, 2020, S. 1–15 (beck.de [PDF; 333 kB; abgerufen am 9. April 2020]).